# 結婚那件事之後
《結婚那件事之後》（英語：The Wedding Diary 2）是一齣2013年马来西亚合資電影，由馬來西亞導演鄭建國執導，阿牛、江若琳、惠英紅、朱厚任、王樂妍、陳建彬等人領銜主演。

## 主要演員
- 阿牛 飾 蔡偉杰
- 江若琳 飾 張芷欣
- 惠英紅 飾 張科林太太
- 朱厚任 飾 張科林
- 王樂妍 飾 思庭
- 杜汶泽 飾 杜导演
- 陳建彬 飾 何獅

## 外部連結
- 互联网电影数据库（IMDb）上《結婚那件事之後》的资料（英文）